# Chrysopilus argenteus
Chrysopilus argenteus är en tvåvingeart som beskrevs av Paramonov 1962. Chrysopilus argenteus ingår i släktet Chrysopilus och familjen snäppflugor. Inga underarter finns listade i Catalogue of Life.